# 八幡神社 (八潮市大曽根)
八幡神社（はちまんじんじゃ）は、埼玉県八潮市の神社。

## 歴史
1502年（文亀2年）に創建された。当地には元々、当社の境内社となっている「稲荷社」があった。そこに八幡神を勧請して「八幡神社」として創建されることになった。江戸時代は、当地を所領とする旗本森川家の崇敬を受けていた。
1871年（明治4年）、近代社格制度に基づく「村社」に列せられた。本殿は1895年（明治28年）に建てられたものである。

## 交通アクセス
- 首都圏新都市鉄道つくばエクスプレス 八潮駅より徒歩23分。
- 東武バス（路線バス）八潮駅北口 - 綾瀬駅行き「大曽根」下車 徒歩6分
- 東武バス（路線バス）綾瀬駅 - 八潮駅北口行きまたは八潮市役所行き「大曽根」下車 徒歩6分
- 首都高速道路6号三郷線 八潮南出入口から車で3分